# Страшнова Поліна Антонівна
Поліна Антонівна Страшнова (13 січня 1905, Глодоси — 14 серпня 1970, Київ) — український прозаїк, вчителька, член Спілки письменників УРСР (з 1959 року).

## Біографія
Народилася 13 січня 1905 року в селі Глодосах (тепер Новоукраїнського району Кіровоградської області) в селянській сім'ї. Закінчила педагогічний технікум та Дніпропетровський вечірній учительський інститут. Працювала учителькою до 1956 року.
Померла 14 серпня 1970 року в Києві. Похована на Байковому кладовищі (ділянка № 20).

## Творчість
За 15 років творчої діяльності написала п'ять романів, два лежать в рукописах, повість, п'єси, поезії.
Окремими виданнями вийшли романи:
- «Степовими шляхами» (1956);
- «Глухі села» (1959);
- «Нечуйвітри зводяться».